# Lanmei Airlines
Lanmei Airlines (Cambodia) Co., Ltd ( khmer : ឡានម៉ីអ៊ែរឡាញ; chinois 澜湄航空) est une compagnie aérienne hybride enregistrée au Cambodge .

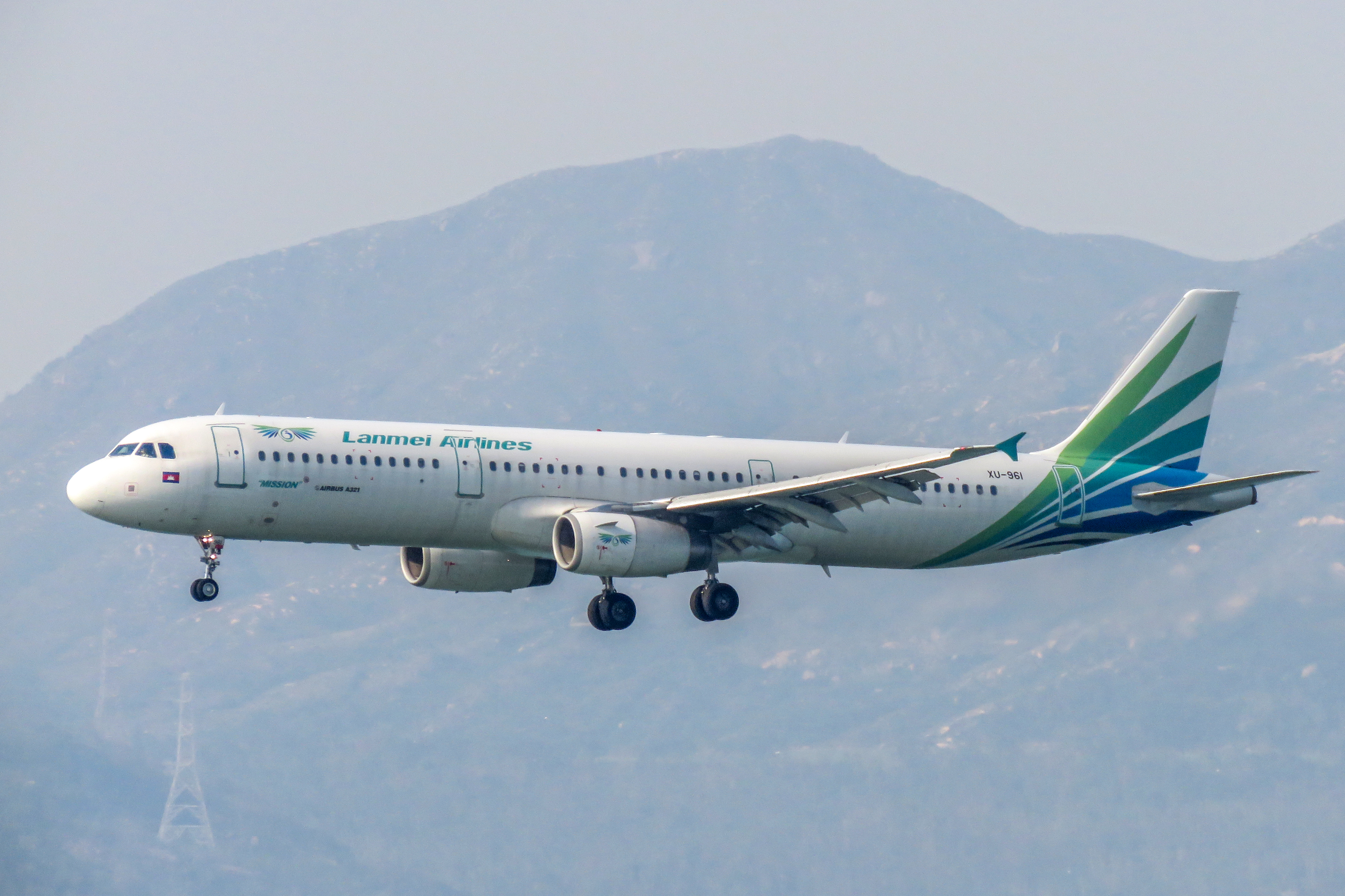
Un Airbus de Lanmei Airlines

Lanmei Airlines et Cambodian MJ Airlines ont signé un accord de coopération stratégique en novembre 2018.

## Histoire
Basée à Phnom Penh et à Siem Reap, Lanmei Airlines est une compagnie de transport aérien régionale au Cambodge. « Lanmei » est une abréviation du fleuve Lancang-Mékong. Le fleuve Lancang prend sa source dans le sud-ouest de la Chine et devient connu sous le nom de Mékong en traversant la Birmanie, le Laos, la Thaïlande, le Cambodge et le Vietnam et dans la mer de Chine méridionale.
La société prévoit d'opérer des vols réguliers depuis Phnom Penh, en exploitant une flotte d'Airbus. Après avoir reçu l'approbation des autorités cambodgiennes, Lanmei Airlines commence ses opérations avec quatre vols par semaine pour les liaisons Phnom Penh-Hanoi et Phnom Penh-Siem Reap-Ho Chi Minh-Ville le 15 septembre 2017 et trois fois par semaine le service Phnom Penh-Siem Reap-Macao-Phnom Penh le lendemain.

## Flotte

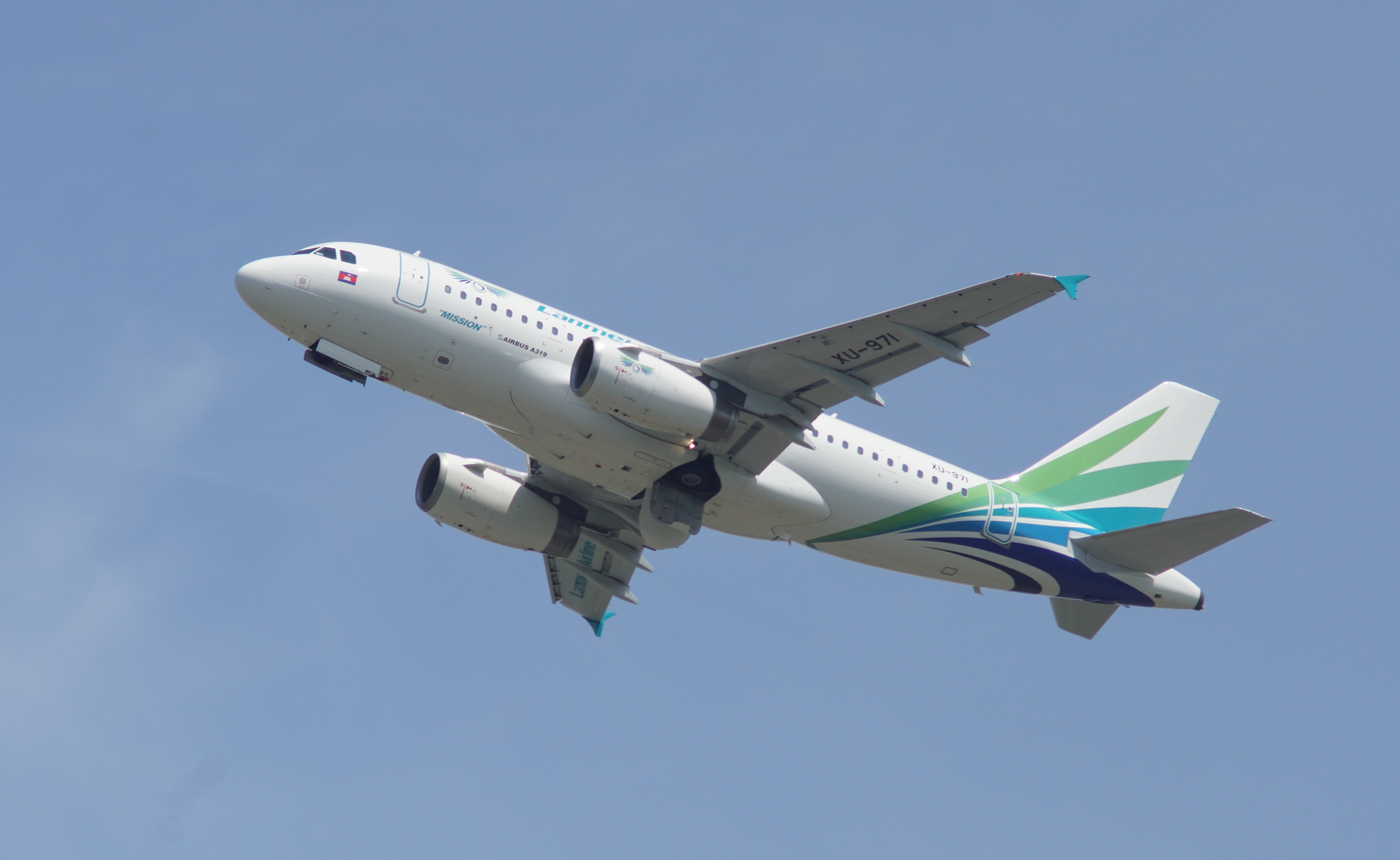
Lanmei Airlines Airbus A319 décollant de l'aéroport Suvarnabhumi, Bangkok

Depuis septembre 2020, la flotte de Lanmei Airlines se compose des avions suivants :

### Ancienne flotte
- 1 Airbus A319-100

## Voir également
- Liste des compagnies aériennes du Cambodge
- Transport au Cambodge